# Lauda-Königshofen (Landschaftsschutzgebiet)
Das Gebiet Lauda-Königshofen ist ein mit Verordnung vom 10. Mai 2005 ausgewiesenes Landschaftsschutzgebiet (LSG-Nummer 1.28.015) im Gebiet der baden-württembergischen Gemeinde Lauda-Königshofen im Main-Tauber-Kreis in Deutschland.

## Lage
Das rund 3181 Hektar große Schutzgebiet Lauda-Königshofen gehört naturräumlich zum Tauberland. Es liegt im Gebiet der Gemeinde Lauda-Königshofen. Das Landschaftsschutzgebiet wird durch einige Gemarkungsgrenzen begrenzt. Hierzu dienen im Norden die Gemarkung Distelhausen und die Gemarkung Edelfingen im Süden.

## Schutzzweck

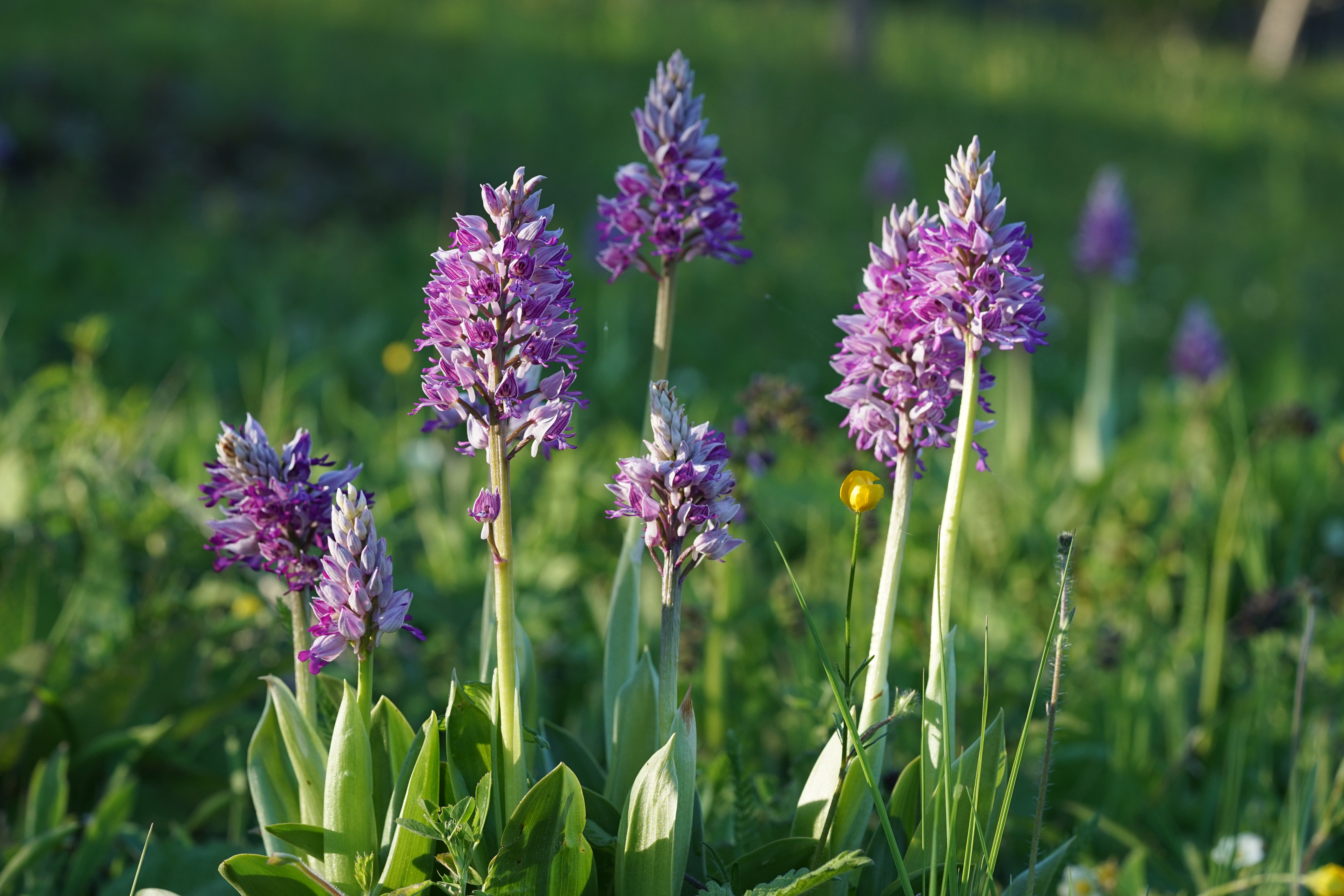
Helm-Knabenkraut bei Oberlauda

Wesentlicher Schutzzweck ist die Erhaltung der Eigenart und Schönheit des besonderen Landschaftscharakters und seiner prägenden topographischen Ausbildungen und seiner Landschaftselemente. Vor allem sollen die Fließgewässer, die Täler, Klingen und Hanglagen mit ihrem breitgefächerten Strukturmuster geschützt werden. Diese bestehen aus Streuobstelementen, Feldhecken und -gehölzen.
Des Weiteren sollen die Steinriegel, Kalkmagerrasen, Felsbildungen, Wiesen und Weiden, Äckern, Rebflächen, Wald- und Gebüschzonen erhalten werden. Diese Flächen sollen ein Rückzugsgebiet für die heimische Tierwelt bieten. Dieses Gebiet soll auch als Erholungsgebiet für die Allgemeinheit dienen.